# صهريج كندر 1
صهريج كندر 1 (بالفارسية: آب‌انبار کندر ۱) هو صهريج تاريخي يعود إلى عصر الدولة البهلوية، ويقع في مقاطعة خليل أباد، مدينة کندر.